# Jason Polakow
Jason Polakow (* 10. November 1971 in Torquay, Australien) ist zweifacher Weltmeister im Windsurfen. Er gilt als einer der besten Big-wave-Windsurfer der Welt und hat seit Ende der 1990er Jahre maßgeblichen Einfluss auf die Weiterentwicklung des Windsurfens.

## Biografie
Polakow wurde mit 12 Jahren australischer Motocross-Juniorenmeister und begann im gleichen Alter Windsurfen zu erlernen. 1989 wurde er australischer Landesmeister und Profi-Windsurfer und startete ab 1990 in der Professional Windsurfers Association. Im gleichen Jahr erreichte er den zweiten Platz in der Wave-Gesamtwertung und konnte dabei den damaligen Dauerweltmeister Robby Naish hinter sich lassen. In Anlehnung an die Segelnummer von Naish (US-1111), seinem Vorbild aus Jugendtagen, verwendet Polakow seit Beginn seiner Profi-Karriere die Segelnummer KA-1111.
Nachdem er 2003 Laird Hamilton als einen der ersten Stand-Up-Paddler (SUP) beobachtet hatte, begann Polakow einige Jahre später selbst mit diesem Sport.
2010 zog sich Polakow aus der Windsurf PWA-World-Tour zurück und widmet sich seitdem dem Big-wave-Windsurfen und Wellenreiten und lebt auf Maui.

„Als ich noch an Wettbewerben teilgenommen habe, ging es immer darum, hier zu sein und dort hin zu müssen… Heute bin ich an Orten unterwegs, an denen die Bedingungen sehr herausfordernd sind. Orte, an denen meine Fähigkeiten und meine Fitness auf die Probe gestellt werden und wo es wirklich drauf ankommt. Denn wenn ich einen Fehler mache, gehe ich möglicherweise drauf… Wenn ich jetzt bei einem meiner Projekte die richtige Welle erwische, ist es das beste Gefühl der Welt. Dafür lebe ich.“

## JP Australia
1997 gründete er das Unternehmen JP Australia und stellte im gleichen Jahr erste Windsurf-Produkte auf der ISPO vor. Mittlerweile gehört das Unternehmen zur Pryde Group. Im Oktober 2023 wechselte Polakow zu Goya (Segel) und Quatro (Boards).

## Erfolge (Auszug)
- 1990 Australischer Windsurf-Meister
- 1991 Sieg beim Maui Grand Slam, 2. im PWA-Wave Ranking
- 1992 3. Platz PWA-Wave Ranking
- 1993 Sieg beim Maui Grand Slam und Grand Slam Japan, 2. PWA-Wave Ranking
- 1996 3. Platz PWA-Wave Ranking
- 1997 + 1998 PWA-Wave Weltmeister
- 1996 3. Platz PWA-Wave Ranking
- 2006 2. Platz beim Aloha Classic[1]